# ルーク・ロマノ
ルーク・ロマノ（Luke Romano、1986年2月16日 - ）は、スーパーラグビーブルーズに所属するラグビーユニオン選手。

## プロフィール
- ニュージーランド・ネルソン出身。
- ポジションはロック(LO)。
- 身長 199cm、体重 118kg
- ニュージーランド代表キャップは31（2021年1月現在）でラグビーワールドカップ2015のニュージーランド代表に選ばれた[1]。

## 略歴
カンタベリーを経て、2011年、クルセイダーズに加入。
2022年、ブルーズに加入。